# Пегільований інтерферон альфа-2а
Пегільо́ваний інтерферо́н а́льфа-2а — напівсинтетичний противірусний препарат та імуностимулятор для парентерального застосування.

## Фармакологічні властивості
Пегільований інтерферон альфа-2а — це противірусний та імуномодулюючий препарат, що синтезується шляхом кон'югації молекули ПЕГ (біс-монометоксиполіетиленгліколь) із молекулою інтерферону альфа-2а. Виробництво інтерферону альфа-2а проводиться біосинтетичним методом по технології рекомбінантної ДНК та є продуктом клонованого гену лейкоцитарного інтерферону людини, що синтезується у клітинах Escherichia coli. Механізм дії препарату полягає у зв'язуванні інтерферону зі специфічними рецепторами на поверхні клітини, що призводить до швидкої активації транскрипції генів, які модулюють пригнічення реплікації вірусів, пригнічення проліферації клітин та створюють імуномодулюючий ефект. Альфа-2а інтерферон не має специфічності та пригнічує реплікацію різних вірусів, але найбільше клінічне значення має активність препарату проти вірусів гепатитів В, С та D.

### Фармакодинаміка
Пегільований інтерферон альфа-2а повільно всмоктується після підшкірного введення, максимальна концентрація в крові спостерігається через 72—96 годин. Найвищі концентрації препарату спостерігаються у крові, позаклітинній рідині, а також у печінці, нирках, кістковому мозку. Препарат погано проникає через гематоенцефалічний бар'єр. Препарат може проникати через плацентарний бар'єр. Даних за метаболізм препарату немає, виводиться препарат із організму переважно нирками, а також із жовчю. Період напіввиведення пегільованого інтерферону альфа-2а складає 84—353 години, при порушенні функції нирок цей час може збільшуватися.

## Показання до застосування
Пегільований інтерферон альфа-2а застосовують при хронічному вірусному гепатиті С без цирозу або із компенсованим цирозом, у тому числі із супутньою ВІЛ-інфекцією, у комбінації з рибавірином, у тому числі при неефективності лікування непегільованим інтерфероном разом із рибавірином. Пегільований інтерферон альфа-2а застосовується також при компенсованому хронічному вірусному гепатиті В з ознаками реплікації вірусу і гістологічним підтвердженням запального процесу у печінці. Пегільований інтерферон альфа-2а затверджений також для лікування дітей з вірусним гепатитом С Схема лікування пегінтерфероном альфа-2а у комбінації з рибавірином може бути альтернативою схемі лікування рибавірином із пегільованим інтерфероном альфа-2b при підвищеній чутливості до останнього. Застосовується також як монопрепарат у лікуванні хронічного гепатиту B.

## Побічна дія
При застосуванні пегільованого інтерферону альфа-2а можливі наступні побічні ефекти:
- З боку шкірних покривів та алергічні реакції — дуже часто (більше 10 %) висипання на шкірі, свербіж шкіри, сухість шкіри, алопеція; часто (1—10 %) фотодерматоз, підвищена пітливість або нічна пітливість, гарячка, дерматит, екзема, загострення псоріазу, синдром Стівенса-Джонсона, набряк Квінке, кропив'янка.
- З боку травної системи — дуже часто (більше 10 %) нудота, блювання, біль у животі; часто (1—10 %) сухість у роті, афтозний стоматит, кровотеча із десен, дисфагія, глосит; нечасто (0,1—1 %) шлунково-кишкові кровотечі, панкреатит, порушення функції печінки, печінкова недостатність, жировий гепатоз, холангіт, загостення виразкової хвороби, пухлина печінки, кандидоз ротової порожнини.
- З боку нервової системи — дуже часто (більше 10 %) головний біль, головокружіння, безсоння, депресія, дратівливість, збудження, порушення концентрації уваги; часто (1—10 %) порушення пам'яті, парестезії, гіпестезії або гіперстезії, тремор, мігрень, отит, біль у вухах, біль в очах, ксерофтальмія, кон'юнктивіт, затуманеність в очах, дисгевзія; нечасто (0,1—1 %) периферична нейропатія, суїцидальний настрій.
- З боку дихальної системи — дуже часто (1—10 %) кашель, задишка; часто (1—10 %) сухість у горлі, риніт, синусит, назофарингіт, бронхіт; нечасто (0,1—1 %) респіраторні вірусні інфекції, болі в грудній клітці.
- З боку серцево-судинної системи — часто (1—10 %) тахікардія, лімфаденопатія, периферичні набряки; нечасто (0,1—1 %) ендокардит, аритмія, миготлива аритмія, перикардит, тромбоемболія легеневої артерії, геморагічний інсульт,
- З боку опорно-рухового апарату — дуже часто (більше 50 %) артралгії, міалгії; часто (1—10 %) біль у спині, у шиї, у кістках, артрити; нечасто (0,1—1 %) міозити.
- З боку ендокринної системи та обміну речовин — дуже часто (більше 10 %) анорексія, похудіння; часто (1—10 %) гіпотиреоз, гіпертиреоз, цукровий діабет.
- З боку сечостатевої системи — часто (1—10 %) еректильна дисфункція, урогенітальні інфекції; нечасто ниркова недостатність.
- Зміни в лабораторних аналізах — часто (1—10 %) анемія, лейкопенія, нейтропенія, зниження гематокриту, тромбоцитопенія, збільшення або зменшення рівня гормонів щитоподібної залози в крові, гіпертригліцеридемія, зниження титру інтерферон-нейтралізуючих антитіл.

Крім цього, при застосуванні препарату (у менш, ніж 1 % випадків) спостерігають загостення існуючих або поява аутоімунних захворювань — тиреоїдиту, кардиту, ревматоїдного артриту, системного червоного вовчака, саркоїдозу, інтерстиціального пневмоніту із летальним наслідком.

## Протипоказання
Пегінтерферон альфа-2а протипоказаний при аутоімунному гепатиті; декомпенсованому цирозі печінки; підвищеній чутливості до препарату та альфа-інтерферонів; печінковій недостатності у хворих із поєднаною інфекцією ВІЛ та гепатиту С; при вагітності та грудному годуванні; чоловікам, які мають сексуальних партнерок із ненадійними засобами контрацепції; дітям до 3 років.

## Форми випуску
Пегільований інтерферон альфа-2а випускається у вигляді розчину для ін'єкцій по 0,5 мл у шприц-тюбиках по 135 мг та 180 мг на 1 мл розчину.